# Keil (Geometrie)

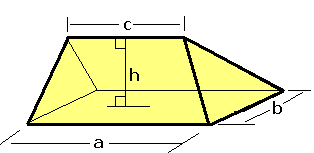
Keil mit Grundseiten, Kante und Höhe

Ein Keil ist ein geometrischer Körper, dessen Form einem Keil ähnelt und der den Prismatoiden zugeordnet wird. Seine Grundfläche besteht aus einem Rechteck, dem eine einzelne parallele (Deck-)Kante gegenüberliegt, die mit der Grundfläche durch zwei Trapeze und zwei Dreiecke verbunden ist.
Das Volumen eines Keils beträgt:
{\displaystyle V={\frac {1}{6}}bh(2a+c)}.
Hierbei sind {\displaystyle a} und {\displaystyle b} die Seitenlängen des Rechtecks, {\displaystyle c} die Länge der (Deck-)Kante und {\displaystyle h} die Höhe der (Deck-)Kante über der Grundfläche.
Die Höhe des Schwerpunkts über der Grundfläche beträgt:
{\displaystyle z={\frac {h(a+c)}{2(2a+c)}}}.
In einem Koordinatensystem entspricht sie der z-Koordinate des Schwerpunkts, wenn die Grundfläche in der x-y-Ebene liegt.